# Luís Alves de Lima, hertig av Caxias
Luís Alves de Lima, hertig av Caxias, född 25 augusti 1803 och död 7 maj 1880, var en brasiliansk militär och politiker.
Caxias var 1851–1852 befälhavare över brasilianska armén i kriget mot Argentina och besegrade Juan Manuel de Rosas i det avgörande slaget vid Monte Caseros 1852. Vid hemkomsten blev han marskalk och markis, var konseljpresident och krigsminister 1857 samt 1861–1862. I kriget mot Paraguay blev Caxias 1868 överbefälhavare för de allierades samtliga stridskrafter och tvingade 1869 huvudstaden Asuncion till kapitulation. Han upphöjdes därefter till hertig och var 1875–1878 på nytt konseljpresident och krigsminister.